# دیک کستالو
ریچارد ویلیام "دیک" کستالو (انگلیسی: Richard William "Dick" Costolo، تلفظ: ‎/ˈkɒstəloʊ/‎؛ زادهٔ ۱۰ سپتامبر ۱۹۶۳) اهل ایالات متحده آمریکا است. وی مدیر عامل اجرایی شرکت توییتر در سال‌های ۲۰۱۰–۲۰۱۵ میلادی بود. او همچنین قبل از سِمَتِ مدیر عامل شرکت، به عنوان مدیر عملیات توییتر کار کرده‌است. کاستلو جایگاه مدیر عامل اجرایی را در اکتبر ۲۰۱۰ میلادی از اوان ویلیامز تحویل گرفت. در ۱۱ ژوئن سال ۲۰۱۵ میلادی، اعلام شد که کاستلو از این پست در تاریخ ۱ ژوئیه سال ۲۰۱۵ میلادی کناره‌گیری خواهد کرد و تا زمانی که هیئت‌مدیره جایگزینی برای وی پیدا کند، جک دورسی از بنیانگذاران توییتر، به صورت موقت این پست را برعهده خواهد داشت.
در تاریخ ۸ اوت ۲۰۱۵، روزنامه نیویورک تایمز گزارش داد کاستلو هیئت مدیره توییتر را پیش‌از پایان سال جاری، یا زمانی که یک مدیر عامل اجرایی جدید جایگزین شود، ترک خواهد کرد.